# Agnieszka Piejka
Agnieszka Piejka – polska pedagog, doktor habilitowana nauk społecznych, nauczyciel akademicki Wydziału Nauk Społecznych Chrześcijańskiej Akademii Teologicznej w Warszawie.

## Życiorys
W 1993 ukończyła studia na kierunku pedagogika na Wydziale Pedagogicznym Uniwersytetu Warszawskiego, gdzie w 2000 na podstawie rozprawy pt. Znaczenie filozofii Ericha Fromma dla myślenia pedagogicznego (promotor: Irena Wojnar) otrzymała stopień doktora nauk humanistycznych w dyscyplinie pedagogika. W 2019 na podstawie dorobku naukowego oraz monografii pt. Kultura pokoju jako wyzwanie edukacyjne uzyskała na Wydziale Nauk Pedagogicznych Akademii Pedagogiki Specjalnej im. Marii Grzegorzewskiej w Warszawie stopień doktora habilitowanego nauk społecznych w dyscyplinie pedagogika w specjalności pedagogika ogólna.
Była wykładowcą Wydziału Pedagogicznego UW w Zakładzie Teorii Wychowania Estetycznego i w Katedrze Podstaw Edukacji. Została nauczycielem akademickim Wydziału Nauk Społecznych ChAT w Katedrze Pedagogiki Religii i Kultury.